# ゲラン酸
ゲラン酸（ゲランさん、英: geranic acid）は、化学式C10H16O2で表される有機化合物。特有の香りを持つ無色の液体で、シス型・トランス型の幾何異性体がある。合成精油の調合原料として使用される。

## 用途
天然には柑橘類の果実やトマト、ワインなどに存在する。工業的にはシトラールの酸化、またはメチルヘプテノンからブロモ酢酸エステルとの反応により得られる。ゼラニウムやクラリセージなどの合成精油の調合原料、フローラル・ハーバル・ウッディタイプの香料にも添加される。市販品はトランス型を主体としたシス型との混合品である。

## 安全性
ラットに経口投与した実験での半数致死量（LD50）は3.7g/kg、ウサギに経皮投与した場合のLD50は1.75g/kg。